# Kōmuras sats
Inom matematiken är Kōmuras sats ett resultat om differentierbarheten av absolut kontinuerliga funktioner över Banachrum. Satsen är en betydlig generalisering av Lebesgues sats som säger att Φ : [0, T] → R definierad som
{\displaystyle \Phi (t)=\int _{0}^{t}\varphi (s)\,\mathrm {d} s,}
är differentierbar vid t för nästan alla 0 < t < T då φ : [0, T] → R är i Lp-rummet L1([0, T]; R).

## Satsen
Låt (X, || ||) vara ett reflexivt Banachrum och låt φ : [0, T] → X bevara absolut kontinuerlig. Då är φ (starkt) differentierbar nästan överallt, derivatan φ′ är i Bochnerrummet L1([0, T]; X) och för alla 0 ≤ t ≤ T är
{\displaystyle \varphi (t)=\varphi (0)+\int _{0}^{t}\varphi '(s)\,\mathrm {d} s.}